# Anne de Vries
Anne de Vries (Assen, 22 mai 1904 - Zeist, 29 novembre 1964) est un enseignant et écrivain néerlandais qui a atteint la notoriété grâce à ses romans régionaux  situés dans la province de Drenthe. Le jeune Bartje Bartels, personnage principal de la première série de romans et de la série télévisée qui en fut tirée, est vite devenu le symbole de l’opiniâtreté des gens de cette province. Ces romans furent suivis d’une deuxième série, tout aussi populaire, Reis door de nacht (Voyage dans la nuit), qui décrit à l’intention de la jeunesse les horreurs de la Deuxième Guerre mondiale et ses effets sur une famille réformée.

## Biographie

La province de Drenthe aux Pays-Bas

De Vries naquit dans la ville de Assen, province de Drenthe, au nord-est des Pays-Bas et passa sa jeunesse sur une ferme à Kloosterveen, localité près de Assen. Déjà, alors qu’il n’était encore qu’un écolier, il écrivait des articles pour le Asser Courant. De la même époque date un conte de Noël qui lui fut payé 2,5 florins. Pendant la Première Guerre mondiale, de Vries habita Hooghalen où il fit partie de la résistance. Après la guerre, il s’installa à Zeist dans la province d’Utrecht. Nostalgique de sa province natale, Drenthe, il en fit le cadre de son premier roman, Bartje, paru en 1935. Le jeune héros de l’histoire, Bartje Bartels vit dans une famille pauvre qui tente de survivre durant les années de crise dans la campagne. Ses parents voudraient qu’il devienne fermier tout comme son père, mais lui rêve d’une autre vie. Têtu, il refuse d’accepter son sort. La phrase la plus célèbre du livre est celle où, dans cette famille réformée, il refuse de rendre grâce au ciel pour le misérable plat de fèves brunes qui se trouve devant lui, ce qui provoque la colère de son père et de sa mère qui lui montrent la porte. Cette phrase devint en quelque sorte le symbole de l’obstination que l’on prête aux gens de la province de Drenthe. Il travailla par la suite comme apprenti, mais lorsque sa mère mourut il dut revenir à la ferme familiale s’occuper de ses jeunes frères et sœurs. Sans être autobiographique, ce livre fait appel à nombre de sentiments qui animaient l’auteur durant sa jeunesse ainsi qu’aux souvenirs de ses années d’enfance, de ses études et de sa vie d’enseignant. Selon ses propres termes, il constitue «un appel à l’honnêteté  dans l’éducation et à la loyauté envers les enfants qui veulent voir dans leur entourage adulte des amis, mais qui se sentent souvent trahis par eux. Ce livre veut montrer comment peuvent se développer dèŝ l’enfance ces tares et ces tendances aux coups bas contre lesquels nous-mêmes devons lutter lorsque nous atteignons l’âge adulte». Ce premier livre connut un énorme succès. Un deuxième devait suivre, Bartje zoekt het geluk (Bartje tente sa chance), lequel devait connaitre le même succès. Dans cette suite au roman précédent Bartje trouve une position d’apprenti sur une ferme  et doit affronter divers préjudices et apprendre par la honte qu’ils génèrent ce qui est véritablement important dans la vie. Ce livre fut traduit dans plusieurs langues. De Vries devait connaitre la célébrité après que Bartje fut adapté en série télévisée par Willy van Hemert. Grâce à cette vision filmée, Bartje devint le symbole de la province de Drenthe.
Durant la Deuxième Guerre mondiale, de Vries fit une nouvelle fois partie de la Résistance, transportant dans sa voiture des compagnons de lutte dont Johannes Post qu’il connaissait personnellement. De Vries fut arrêté avec d’autres personnes au printemps 1945 et condamné à mort. Il ne dut la vie sauve que grâce à un officier de la SD qui avait lu son livre Hilde en version allemande et lui permit d’échapper à la mort . Pendant la guerre, Post et de Vries planifièrent de publier un livre et de Vries se mit au travail dès 1943. Malheureusement, Post devait être arrêté en juillet 1944 après une tentative pour libérer l’un de ses amis prisonnier des Allemands à Amsterdam et fut exécuté par la suite. Fidèle à la mémoire de son ami, de Vries s’employa à réunir le matériel nécessaire qu’il publia d’abord sous forme de trente-deux articles dans le Vrij Nederland avant de les colliger sous forme de livre en 1948 sous le titre De levensroman van Johannes Post (Le roman vécu de Johannes Post). Ce livre devint un best-seller et au cours des années plus de 35 000 exemplaires furent vendus. De Vries devait réunir nombre de ses propres souvenirs de guerre et d’exemples tirés de la vie de Post dans un livre subséquent : Reis door de nacht (Voyage dans la nuit). Dans son livre, Johannes Post: exponent van  het verzet (Johannes Post, héro de la résistance), datant de 1995 Geert Hovingh livra une virulente critique de la biographie de de Vries lui reprochant d’avoir créé un mythe, glorifiant Post et  réduisant le rôle d’autres personnes dont son propre frère Marinus.
Pour la jeunesse, de Vries rédigea des bibles en version pour enfants et des contes pour écoliers dont plusieurs ont comme héro Panokko, jeune Indien d’Amérique du sud. Au cours de ses dernières années, de Vries occupa la présidence de la section « Lettres » de l’Association des artistes chrétiens.

## Famille
En 1930, de Vries épousa Alida Gerdina van Wermeskerken. Cinq enfants naquirent de cette union. L’un de ses fils, également prénommé Anne (1944-2018), publia en 2010 une biographie de son père sous le titre Een zondagskind. Biografie van mijn vader (Un enfant du dimanche. Biographie de mon père).

## Œuvre

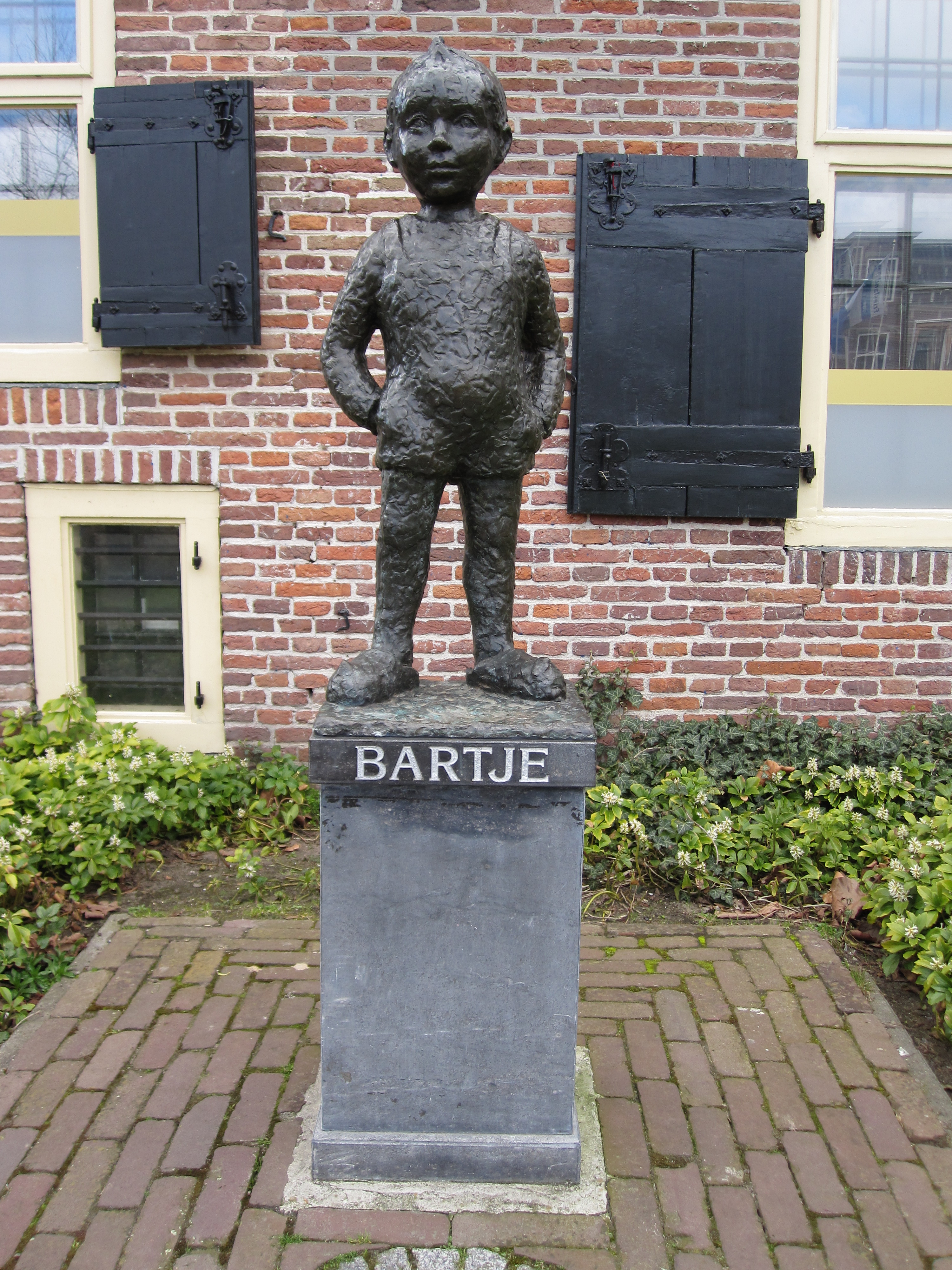
Statue du jeune Barjte à Assen.

- 1930 - Het droevig avontuur van Formosa. (avec P.H. Muller)
- 1930 - De witte pet
- 1930 - Evert in turfland

- 1933 - Bartje. Overdr. uit: Kleuters die langs ons gaan
- 1933 - Een vreemde avond
- 1934 - Jongens van de straat
- 1935 - Bartje
- 1935 - Arm, en toch rijk
- 1935 - Op de grote heide
- 1935 - Bertus en Bruno
- 1935 - De stroper
- 1935 - Nieuw Nederlands leesboek voor de christelijke scholen (8 delen). (avec) L. van Klinken
- 1936 - Oranje-bloesem. Uitgave ter gelegenheid van het huwelijk van Prinses Juliana en Prins Bernhard van Lippe-Biesterfeld
- 1936 - Verhalen uit het land van Bartje
- 1936 - Groot-Nederlands boerenboek, (avec la contribution de P.J. Meertens et de Geert Blas)
- 1936 - Met z'n vieren
- 1937 - Mientje, ons moedertje
- 1937 - De grote veenbrand
- 1937 - Overal veilig
- 1937 - Het Drentse volkskarakter. Beperkte oplage als "modelartikel" voor De Nederlandse volkskarakters onder red. van P.J. Meertens & Anne de Vries. Kampen: Kok, 1937
- 1937-1952 – Jaap en Gerdientje. Livre d’apprentissage pour les écoles chrétiennes:
  - Première partie, deuxième année : Gerdientje vindt een vriendje'’, 1937
  - Deuxième partie, deuxième année : Toen moeder ziek was, 1937
  - Troisième partie, troisième année : De wonderslee, 1938
  - Quatrième partie, troisième année : Tussen bos en boerderij, 1938
  - Cinquième partie, quatrième année : Een herfst vol avonturen, 1939
  - Sixième partie, quatrième année : De wijde wereld, 1939
  - Septième partie, cinquième année : De grote reis, 1950
  - Huitième partie, cinquième année : Jaap wordt groter, 1950
  - Neuvième partie, sixième année : In het warme land, 1953
  - Dixième partie, sixième année : Het leven is zo moi, 1952

- 1938 - De Drenten. Overdr. uit: De Nederlandse volkskarakters onder red. van P.J. Meertens & Anne de Vries.
- 1938 - Roelie. Gevolgd door: Over den drempel
- 1938 - De Nederlandse volkskarakters, onder red. van P.J. Meertens & Anne de Vries
- 1938-1950 - Kleine bijbelboekjes voor de kleuters (série d’histoires tirées de la Bible pour enfants)
- 1939 Hilde
- 1939-1940 - Groot vertelboek voor de bijbelse geschiedenis*
- I: Het Oude Testament, 1939
- II: Het nieuwe testament, 1940